# Grué
Cet article court présente un sujet plus développé dans : Fève de cacao.
Pour les articles homonymes, voir NIB et NIBS.
Ne doit pas être confondu avec Grue.

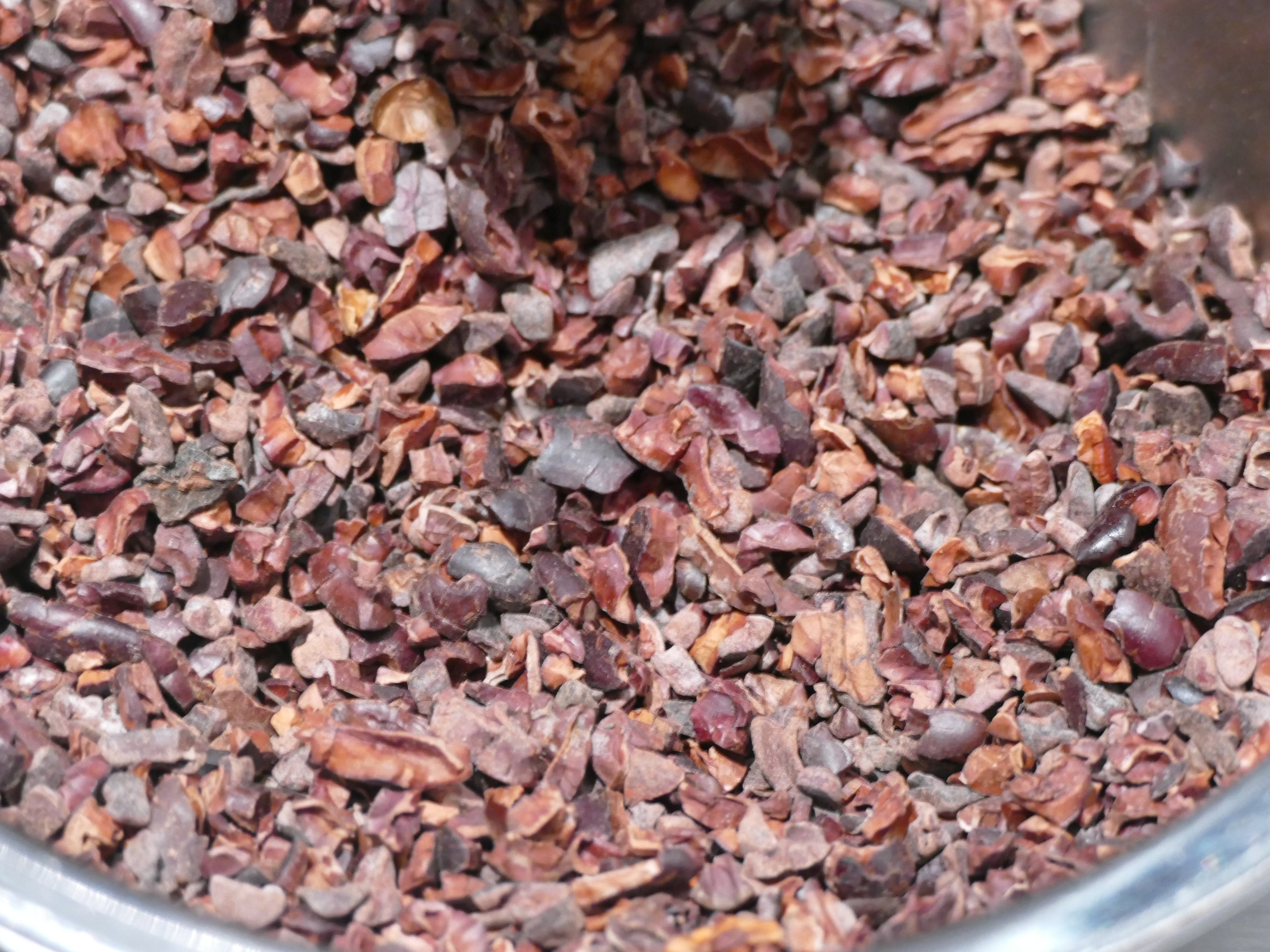
Grué au musée de la chocolaterie Camille Bloch à Courtelary, en Suisse.

Le grué est l'éclat de fève de cacao torréfié puis concassé. Il s'agit d'une étape intermédiaire au cours du processus de fabrication du chocolat, lorsque le concassage et le broyage sont faits sur des machines différentes. Il sera ensuite broyé en poudre ou en pâte.
On le trouve parfois sous le terme anglais de nibs. Le grué est utilisé entre autres par Michel Cluizel pour fabriquer la gruétine (sorte de caramel au chocolat), mais également pour donner du croustillant à certaines barres chocolatées ; citons par exemple les Twizzlers nibs[citation nécessaire].